# Robert Craufurd
Pour les articles homonymes, voir Craufurd.
Robert Craufurd, né le 5 mai 1764 au château de Newark en Écosse et mort le 23 janvier 1812 à Ciudad Rodrigo, en Espagne, est un officier général britannique ayant servi durant la guerre d'indépendance espagnole.

## Biographie

### Pérégrinations d'une carrière
Robert Craufurd naît le 5 mai 1764 au château de Newark, dans le comté écossais d'Ayrshire. Il est le fils d'Alexander Craufurd (1er baronnet) et de son épouse Jane Crokatt. Il étudie à Harrow School à partir de 1779 et entre au service la même année en qualité d'enseigne au 25e régiment d'infanterie. De 1783 à 1787, il visite l'Europe pour étudier le fonctionnement des différentes armées et est affecté à son retour au 75e d'infanterie, en partance pour les Indes. Il joue un rôle important dans l'organisation de cette unité et révèle également des aptitudes au combat lors de la troisième guerre du Mysore. 
En 1793, sans perspective de promotion, il quitte l'armée et sert auprès des forces autrichiennes. Il est notamment employé comme attaché militaire au quartier-général du prince de Saxe-Cobourg de 1794 à 1796 du fait de sa connaissance de l'allemand, peu courante chez les officiers britanniques de l'époque. Il retourne par la suite au service de l'Angleterre avec le grade de lieutenant-colonel et exerce successivement les fonctions de quartier-maître général adjoint en Irlande durant la rébellion irlandaise de 1798, d'attaché militaire auprès des troupes russes du général Alexandre Souvorov en Suisse l'année suivante et, toujours en 1799, d'officier d'état-major au cours de l'invasion anglo-russe de la Hollande. 
Craufurd est promu colonel le 30 octobre 1805, un avancement plutôt tardif qui s'explique peut-être par son tempérament colérique. Membre du Parlement depuis 1802 en tant que représentant de la circonscription d'East Retford, dans le Nottinghamshire, il abandonne toutefois la politique en 1806 pour solliciter de nouveau un poste à l'armée d'active. En 1807, il participe à l'expédition contre Buenos Aires où il se distingue malgré la défaite.

### Dans la péninsule Ibérique
En 1808, Craufurd est déployé dans la péninsule Ibérique sous les ordres du général John Moore pour combattre les Français, et obtient sur place le commandement d'une brigade d'infanterie légère. Après avoir couvert la retraite de Moore vers la Corogne, lui et ses hommes prennent part, dès 1809, aux opérations menées par le nouveau général en chef britannique Arthur Wellesley de Wellington. En 1810, ses troupes sont portées à l'effectif d'une division — lui-même n'est encore que simple brigadier-général — et défendent avec succès le cours de l'Águeda au Portugal contre les incursions françaises, en dépit d'une erreur d'appréciation de Craufurd qui manque d'occasionner de lourdes pertes dans ses rangs lors de la bataille de la Côa au mois de juillet.
Il se signale encore durant la troisième invasion napoléonienne au Portugal à la bataille de Buçaco, obtient un congé de quelques mois en Angleterre puis reprend le chemin de la péninsule à temps pour participer à la bataille de Fuentes de Oñoro en mai 1811. Pendant le combat, son unité se porte à la rescousse de la 7e division britannique malmenée par les assauts français avant d'effectuer sa retraite en bon ordre et au prix de pertes minimes. Promu major général en juin suivant, il meurt le 24 janvier 1812 des suites des blessures reçues cinq jours plus tôt lors du siège de Ciudad Rodrigo, au cours d'un assaut livré contre la place. Les hommages lui sont rendus au Parlement et un monument dédié à sa mémoire et à celle du général Henry MacKinnon, tué comme lui à Ciudad Rodrigo, est érigé en la cathédrale Saint-Paul de Londres.
Adepte de la discipline, Craufurd jouit d'une certaine popularité au sein de la troupe mais son caractère peu accommodant lui attire de nombreuses inimitiés. Il n'en demeure pas moins, selon les mots de l'historien Michael Barthorp, « l'un des plus brillants officiers de Wellington ». Son biographe H. M. Stephens partage cette vision en écrivant que « Craufurd fut indiscutablement le meilleur commandant de troupes légères ayant servi dans la péninsule […]. Favorisant l'ordre par-dessus tout, il forçait ses unités à l'obéissance, afin de s'assurer qu'elles avaient plus peur de leurs officiers que de leurs ennemis ».

## Vie privée
Il épouse le 6 février 1800 Mary Frances Holland (morte en 1842), fille d'un architecte londonien. De cette union naissent trois fils et une fille.
Il est par ailleurs le frère du général Charles Craufurd (1761-1821).